# Kamal Bamadhaj
Kamal Bamadhaj foi um estudante de ciência política e defensor dos direitos humanos, morto no massacre de Díli, em Timor-Leste, no dia 12 de novembro de 1991.
De ascendência malaia e neozelandesa, ele foi o único estrangeiro morto quando as tropas indonésias abriram fogo durante uma cerimónia fúnebre no cemitério de Díli. Ele frequentava a Universidade de Nova Gales do Sul em Sydney, Austrália, e trabalhava como intérprete para agências australianas de ajuda a Timor-Leste.
O comandante militar de Timor-Leste, Sintong Panjaitan, foi deposto do cargo e mais tarde foi estudar nos Estados Unidos. Em 1994, a mãe de Bamadhaj, Helen Todd, processou Panjaitan por danos num tribunal norte-americano, mas ele repudiou a decisão como 'uma piada' e retornou à Indonésia.
Um filme de 1999, chamado Punitive Damages, conta a história da batalha legal de Helen Todd.